# Kopalnia Szarlej
Kopalnia Szarlej (Szarley , niem. Scharley , Scharlei) – zlikwidowana kopalnia rud cynku (galmanu  ), która istniała na terenie obecnych Piekar Śląskich-Szarleja . Została założona w 1811 roku, działała do około 1896 roku; do połowy XIX wieku była największą i najbogatszą kopalnią rud cynku na Górnym Śląsku (pozostałe znaczące zakłady to Nowa Helena i Cecylia), jedna z największych kopalń galmanu w Europie.

## Geologia
W opisie geologiczym kopalni Szarlej w pracy Louisa-Edouarda Rivota i Lejeune’a wyodrębniono dwa pokłady: białe i czerwone. Ich rozmieszczenie, rozpoczynając od powierzchni ziemi, przedstawiało się następująco:
- ubogie białe złoże z czerwonym o miąższości od 8 do 10 m, przechodzące w kierunku zachodnim w dwa bogatsze pokłady, rozdzielone dolomitem o grubości kilku metrów:
- wyżej położony pokład czerwony z galmanem czerwonym, w jego górnych częściach występowały w dużym stężeniu minerały srebronośne tj. galena oraz minerał zawierający węglan ołowiu[15], którego miąższość dochodziła prawdopodobnie do 8 sążni[16] (około 14,5 m).
- niżej położony, czystszy[15] pokład biały, który spoczywał na skale wapiennej, o miąższości od 0,3 do 1,2 m; zawierał niewielkie ilości białego galmanu[14].

Przedmiotem wydobycia kopalni Szarlej był przede wszystkim galman biały (o zawartości cynku dochodzącej do 23–27%) i galman czerwony, blenda cynkowa oraz dolomit. Natrafiono także na smithsonit, piromorfit, gips oraz nietypowy brązowo-czerwony hemimorfit. Galman, blenda cynkowa i galena występowały w licznych pęknięciach w dolomicie, który przez nie przypominał utwory brekcjowe .
Okazy próbek skał z kopalni Szarlej: galmanu czerwonego, galmanu białego czy dolomitu były eksponowane w sekcji Zollverein na Wystawie Międzynarodowej w Londynie w 1862 roku. Skały z kopalni Szarlej (jak również z pobliskich kopalń, takich jak Bleischarley, czy Neue Helene) pojawiły się również na wystawie światowej w Wiedniu w 1873 roku.

### Skład chemiczny galmanów z Szarleja

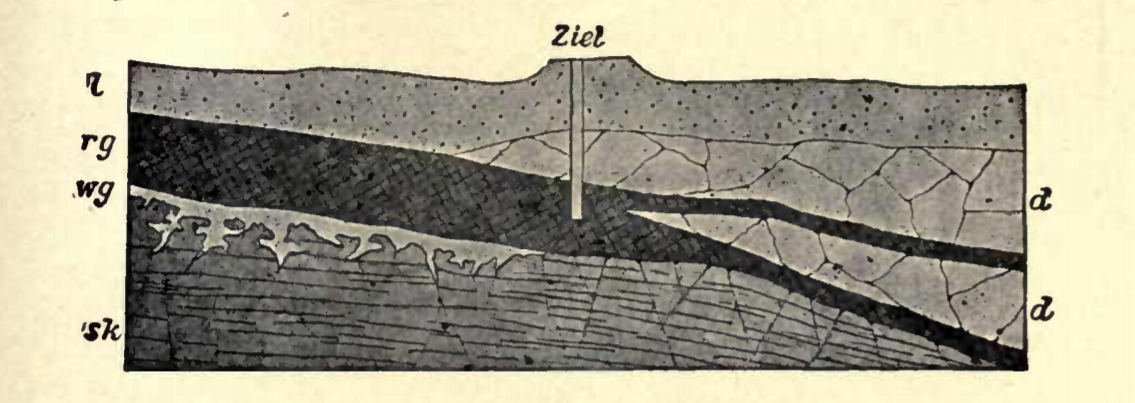
Przekrój geologiczny przez kopalnie rud cynku Judith i Szarlej autorstwa Ferdinanda Roemera. Legenda: l: glina, d: dolomit, sk: wapień podstawowy, wg: biały galman, rg: czerwony galman

Analiza chemiczna próbki białego galmanu z Szarleja przeprowadzona przez Karstena przed 1827 rokiem wykazała jego następujący, przybliżony skład:
| nazwa substancji | zawartość procentowa |
| ---------------- | -------------------- |
| tlenek cynku     | 56,33                |
| kwas węglowy     | 30,71                |
| ditlenek krzemu  | 9,36                 |
| tlenek żelaza    | 1,85                 |
| woda             | 0,57                 |
| tlenek manganu   | 0,50                 |
| tlenek kadmu     | 0,25                 |
| tlenek wapnia    | 0,10                 |
| suma             | 99,67                |

Karsten zbadał również skład galmanu czerwonego z Szarleja:
| nazwa substancji                             | zawartość procentowa |
| -------------------------------------------- | -------------------- |
| tlenek cynku                                 | 44,50                |
| kwas węglowy                                 | 27,41                |
| tlenek żelaza                                | 13,25                |
| woda                                         | 3,64                 |
| tritlenek diglinu                            | 3,58                 |
| tlenek żelaza (o niższym stopniu utlenienia) | 3,27                 |
| tlenek manganu                               | 1,66                 |
| ditlenek krzemu                              | 0,66                 |
| suma                                         | 97,97                |

## Tło historyczne
Historia górnictwa kruszcowego na terenie Szarleja sięga XIII wieku  – około 1230 roku, od XVI wieku nastąpił jego intensywny rozwój. W miejscu późniejszej kopalni Szarlej kilkaset lat wcześniej wydobywano rudę ołowiu w postaci galeny, która zalegała ponad złożami galmanu . W 1670 roku Georg von Giesche poszukiwał złóż galmanu na Górnym i Dolnym Śląsku, znalazł je w Szarleju, Stolarzowicach i Danielcu (Radzionków). W 1701 roku rozpoczął wydobycie galmanu w Szarleju, a w 1704 roku uzyskał koncesję od cesarza Leopolda na jego wydobywanie; w jego kopalniach w Szarleju wydobywano rocznie 450–500 ton galmanu.
W 1788 roku powstała ponadto kopalnia Dębówka, w latach 90. XVIII wieku otworzono kopalnie Jenny i Otto. Od 1810 do 1818 roku działała ponadto w Szarleju huta cynku Sigismund – trzecia huta cynku na Górnym Śląsku, po hucie Wessola w Wesołej i Lydognia w Chorzowie (zob. ArcelorMittal Poland Oddział Huta Królewska), wyposażona w 10 pieców destylacyjnych, własność Georg von Giesches Erben. W 1813 roku powstała kolejna huta Concordia, która była położona w pobliżu kopalń galmanu. Pierwszy silnik parowy w Szarleju zamontowano w 1814 roku.

## Historia kopalni

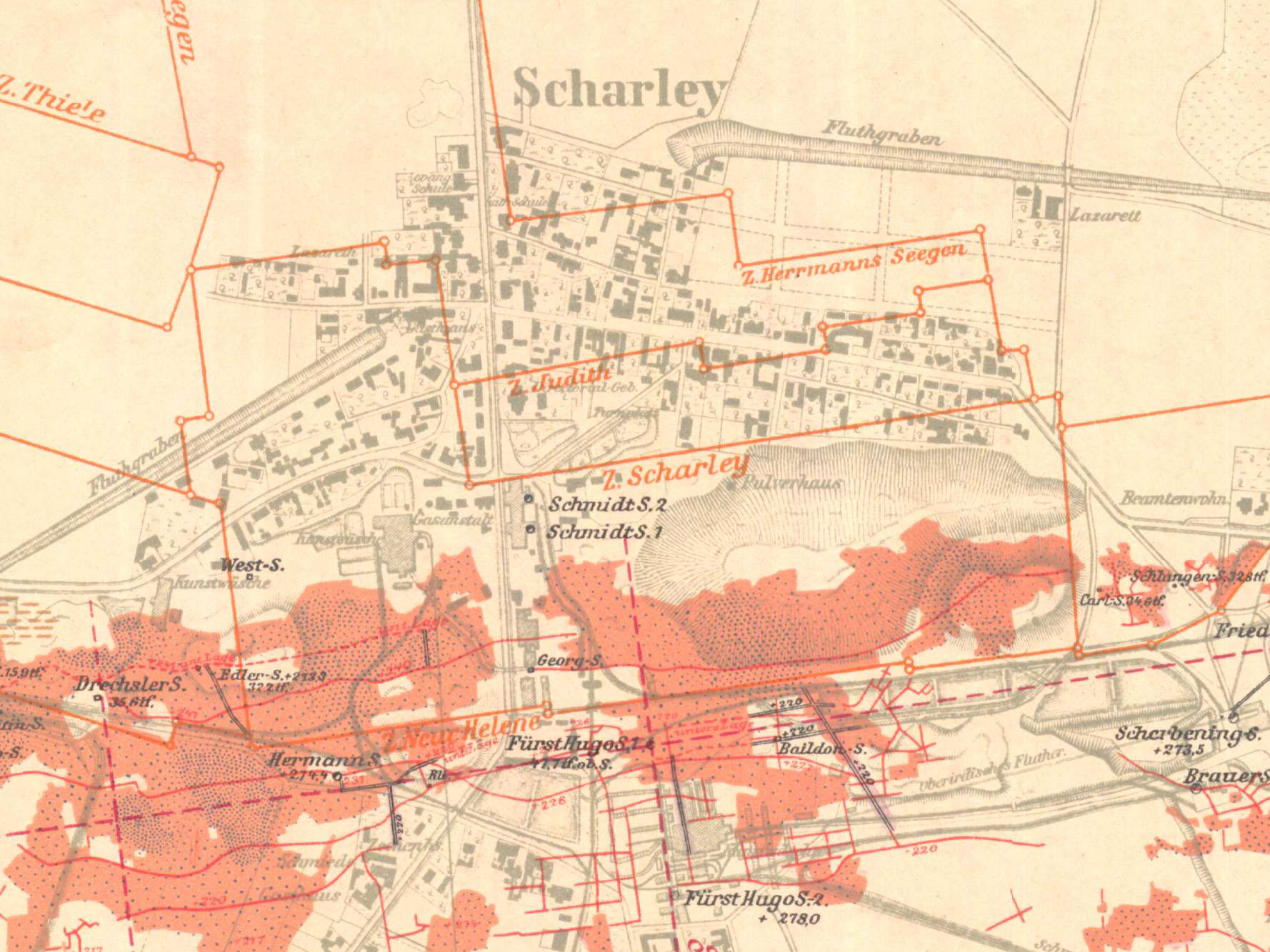
Granice pola kopalni Szarlej, zaznaczono m.in. szyby Schmidt; fragment niemieckiej mapy geologicznej z 1912 roku. Kolorem pomarańczowym zaznaczono złoże galmanu

Kopalnia została założona w 1811 roku przez firmę Georg von Giesches Erben.
W latach 1811–1812 przedsiębiorstwo to uzyskało nadania górnicze na kopalnie: Sucha Góra, Schoris, Gabe Gottes, Georgssegen i Szarlej  (według innych źródeł założycielami byli Donnersmarckowie  , z kolei Józef Piernikarczyk pisał, iż „Baildon uzyskuje wraz z księciem Kraft zu Hohenlohe-Oehringen nadanie górnicze na kopalnię »Nowa Helena« i kopalnię »Szarlej«”). Nadania na kopalnię Szarlej nastąpiły 5 sierpnia i 2 września 1811 roku . Kopalnia została założona, wytyczona i przygotowana do eksploatacji górniczej w 1812 roku (według Romana Majorczyka kopalnia została założona już w XVIII wieku przez Georga von Giesche; mieli w niej pracować gwarkowie sprowadzeni z Olkusza, Giesche założył jednak kopalnie Jerzy i Bernard; według innego źródła kopalnia powstała około 1743 roku).
Pole wydobywcze kopalni Szarlej wynosiło 175 318 m² (według innego źródła 380 991 m² ). Wydobycie prowadzono metodą odkrywkową poprzez tworzenie teras. Złoże zalegało na głębokości około 1 do 4 łatrów pod powierzchnią ziemi (około 2 do 8 metrów); wydobycie prowadzono w dwóch odkrywkach (niem. Aufdeckarbeit): wschodniej i zachodniej , głębokość odkrywek przed 1849 rokiem dochodziła do 31 i 33 metrów. Urobek lepszej jakości (tzw. stückgalmei oraz minerały ołowiu) był transportowany na powierzchnię taczkami przez kobiety, następnie zwałowano go w pobliżu drogi biegnącej z Bytomia do Piekar Śląskich. Materiał zanieczyszczony i wymieszany z gliną kierowano do wapiennych osadników, gdzie był łączony z wodą i odzielany z wykorzystaniem procesu sedymentacji. Wydobycie metodą odkrywkową obejmowało początkowo złoża znajdujące się ponad poziomem wód gruntowych i wstępnie było bardzo niewielkie. Wraz z zejściem poniżej tego poziomu pojawił się problem bardzo silnego napływu wody, dlatego w 1814 roku zamontowano niskoprężną parową maszynę odwadniającą.
Ze względu na dopływ wód gruntowych prowadzono także wydobycie metodą podziemną (przed 1853 rokiem zgłębiono szyb Erbreich ) systemem komorowo-filarowym, szybem o głębokości od 8 do 12 łatrów (około 16 do 24 metrów), obsługiwane przez niego pole szybowe było długie na około 20 do 25 łatrów (około 40 do 50 metrów, dane z około 1859 roku). Około połowy XIX wieku wyciąg szybowy składał się z dwóch klatek poruszanych parową maszyną wyciągową o mocy 6 koni, wydajność pracy wynosiła 200 wyciągniętych wózków na 10 godzin. Urobek w wózkach o ładowności 300 kg był transportowany po szynach do dużej płuczki, założonej przez Rudolfa von Carnalla, oddalonej od miejsca wydobycia o ponad 1200 metrów. Odcinek ten podzielono na trzy 400-metrowe części, w obrębie których młodzi chłopcy pracujący po 8 godzin dziennie pchali pełne i puste wózki.
W 1816 roku wydobycie galmanu w kopalni Szarlej wyniosło 45 747 cetnarów (około 2353,55 tony), przy koszcie własnym 3 groszy 3½ feniga. Do 1821 nie wydobywano rocznie więcej niż 100 000 cetnarów. Udziały kopalni Szarlej w postaci 30½ kuksa posiadał hrabia Guido Henckel von Donnersmarck w 1847 roku, takim samym udziałem dysponował również Hugo I Henckel von Donnersmarck. 57 kuksów należało do firmy Georg von Giesches Erben, część także do Schaffgotschów i Karola Goduli. Również John Baildon nabył udziały kopalni w latach 1820–1826 .
W 1821 uzyskano dwa dodatkowe nadania pól górniczych, od 1822 prowadzono nieprzerwane wydobycie do co najmniej 1848 roku, a w 1825 roku otrzymano jeszcze jedno nadanie .
W latach 1822–1823 roczne wydobycie galmanu wyniosło od 180 do 200 tysięcy kwintali (w 1823 roku wydobyto 276 195 cetnarów rudy). Koszt uzyskania jednego kwintala wynosił przeciętnie 2 grosze, a sprzedawano go do dalszej przeróbki za 10 groszy, co generowało bardzo duży zysk, w 1823 roku było to przeszło 3 miliony talarów. Urzędnik kopalni, Artur Miller pisał: „Interes był doskonały [...] Galman szedł jak słoma, dostawało się za niego sporo talarów. Duża część cynku, wytopionego w piekarskich hutach, należących do tych samych właścicieli co kopalnie, ładowano na furmanki i wożono do Odry, skąd płynął do Szczecina, a potem dalej do Szwecji, Danii, Ameryki i Indii. Duża część szła na potrzeby Niemiec”.
W 1828 w wyniku spadku ceny cynku kopalnia ograniczyła liczebność załogi do ¼ stanu wyjściowego, ponadto pracownikom obniżono wynagrodzenia o połowę. Pierwsza wysokoprężna parowa maszyna odwadniająca została zainstalowana w kopalni w 1834 roku, a w latach 40. XIX wieku zbudowano pierwszą płuczkę mechaniczną.
Do lat 30. XIX wieku kopalnia dostarczała więcej galmanu niż wszystkie pozostałe w regionie. Do 1845 roku była to najbardziej dochodowa kopalnia galmanu (w 1845 roku kopalnia zapewniła 3 086 760 talarów zysku ), przyniosła 66,3% ogólnego dochodu z kopalń galmanu w regionie, a udziały kopalni były sprzedawane po bardzo wysokiej cenie. Natrafiano także na niewyeksploatowaną wcześniej galenę . W 1853 roku wydobycie rudy ołowianej w Szarleju wyniosło 22,5% wydobycia regionu i było największe po kopalni Fryderyk (zob. Zabytkowa Kopalnia Srebra). Pierwszy milion cetnarów wydobyto w 1856 roku. W 1858 roku w kopalni Szarlej wydobyto 1 090 733 centary galmanu przy zatrudnieniu 997 osób. Roczne wydobycie galmanu w kopalni dochodziło do 1,5 mln cetnarów (około 77 tys. ton). Urobek z niej trafiał do huty Paweł (Paulshütte) koło Mysłowic.
Zachował się następujący opis kopalni:

Tutaj słynna kopalnia Szarlej, dojdziemy do niej po krótkiej drodze pomiędzy wysokimi kominami i fabrykami maszyn, do tej olbrzymiej szczeliny, którą wygrzebały ludzkie ręce w ziemi. Długa, nieregularna, lejkowato zapadająca się w głąb ziemi, utworzona sztucznie dolina leży 100 stóp poniżej nas. Na drugiej stronie obsypana jest martwym kamiennym żwirem, po drugiej stronie tarasowo obniża się w dół i pokryta jest tłumem pracowicie krzątających się robotników, których kilofy wymachują i wyrąbane kawały rzucają w dół, gdzie konie ciągną po torach wagoniki obładowane urobkiem w głąb ciemnej kopalni, z której ten urobek przy użyciu maszyn szybem wyciągną na powierzchnię.

Z kolei Józef Lompa w 1856 roku określił Szarlej mianem „sławnego miejsca w machiny i kopalnie galmanu i ołowiu”.
2 listopada 1864 roku w kopalniach Szarlej i Wilhelmine miała miejsce powódź błotna, w wyniku której zginęło 14 osób.
Odwadnianie wyrobisk w latach 40. XIX wieku uzyskiwano poprzez wykorzystanie trzech silników parowych o łącznej mocy 54 koni parowych, woda tłoczona była wówczas z głębokości 40 metrów.
Około 1845 roku w kopalni pracowało w przybliżeniu 500 osób, wydobyto wówczas 527 931 cetnarów galmanu.
Założone w 1853 roku Śląskie Towarzystwo Akcyjne dla Górnictwa i Hutnictwa nabyło udziały kopalni w latach 50. XIX wieku.

### Szarlejskie Towarzystwo Budowli Podziemnych

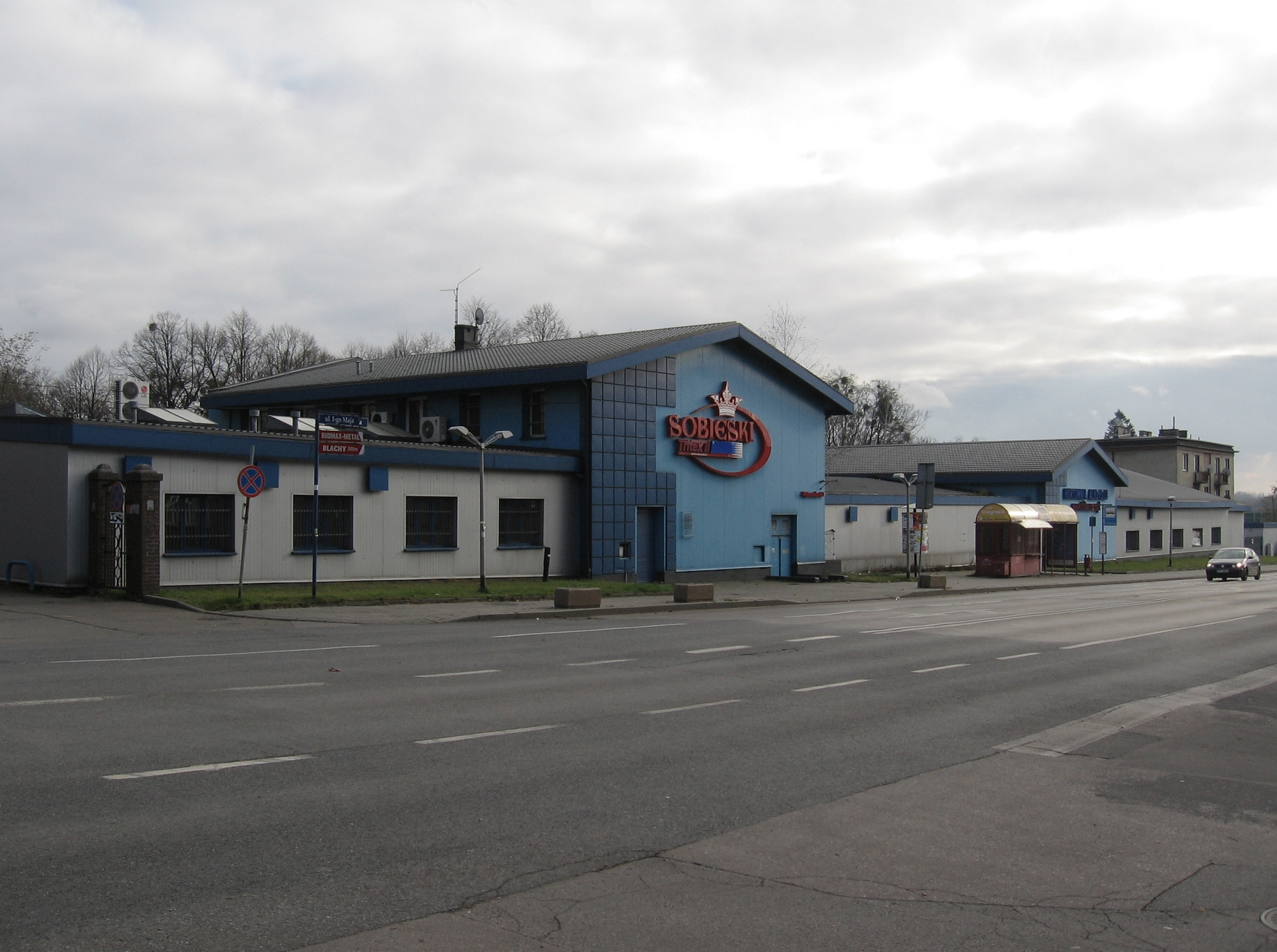
Zabudowania hurtowni alkoholu Tritex II w Piekarach Śląskich, dawniej budynki nadszybia szybów Żwirki i Wigury kopalni Waryński (pierwotnie Schmidt I i II) w Piekarach Śląskich-Szarleju, ul. Bytomska 60 w 2017 roku

14 lutego 1855 roku sąsiadujące ze sobą kopalnie Szarlej, Wilhelmine, Cäcilie i Neue Helene założyły Scharleyer Tiefbau-Sozietät  (pol. Szarlejskie Towarzystwo Budowli Podziemnych ). Głównymi zadaniami towarzystwa były: odwadnianie wyrobisk, które znajdowały się na obszarze niecki szarlejskiej (niem. Scharleyer Erzmulde) oraz zapobieganie przedostawaniu się wód powierzchniowych do wyrobisk. 23 maja 1865 roku uchwalono nową umowę .
Do 1857 roku kierownikiem projektu był mistrz górniczy Carl Schmidt, reprezentant kopalń Wilhelmine i Cäcilie . Do realizacji pierwszego celu było wykorzystywanych pięć pomp parowych o łącznej wydajności 79,29 m³/min.: trzy maszyny odwadniające przy szybach odwadniających: Schmidt I (jego zgłębianie rozpoczęto w 1855 roku , maszyna odwadniająca oddana do użytku w 1858 roku, w 1859 roku zamontowano nitowane rury wykonane z blachy kotłowej o grubości ⅜ cala i średnicy 36 cali) i II (zgłębiony w 1860 roku, pierwsza maszyna parowa uruchomiona w 1863 roku , druga w 1869 roku) oraz dwie przy szybie Scherbening (pierwsza maszyna, która pracowała w systemie Woolfa, została zamontowana w 1875 roku). Szyby były głębokie na 84 metry i schodziły do 4. poziomu, jednak kopalnie Neue Helene i Cäcilie miały jeszcze piąty poziom, głębszy od czwartego o 16 metrów, do którego dochodziły szyby Christian-Krafft (z kopalni Neue Helene) i Clotilde (z kopalni Cäcilie). Z 5. poziomu na poziom 4. woda była wypompowywana przez maszyny odwadniające przy tychże szybach. Ponadto kopalnia Szarlej dysponowała odwadniającym szybem maszynowym Georg i szybem Edeler.
Do prac w zatopionych partiach wykorzystywano nurków wyposażonych w angielskie aparaty oddechowe-skafandry (do skafandra powietrze trafiało bezpośrednio wężem z pompy), które były przez nich preferowane od nowszych aparatów oddechowych Auguste Denayrouze’a i Benoît Rouquayrola, z uwagi na występowanie bólu głowy przy ich użytkowaniu.
Aby zapobiegać powodziom, uregulowano Brynicę, wybudowano wał przeciwpowodziowy oraz wykonano podziemny kanał przeciwpowodziowy.
Współwłaścicielem kopalni stała się spółka Schlesische Aktiengesellschaft für Bergbau und Zinkhüttenbetrieb, założona przez Guidona Henckel von Donnersmarcka w 1853 roku , a większość kuksów należała do książąt Hohenlohe.

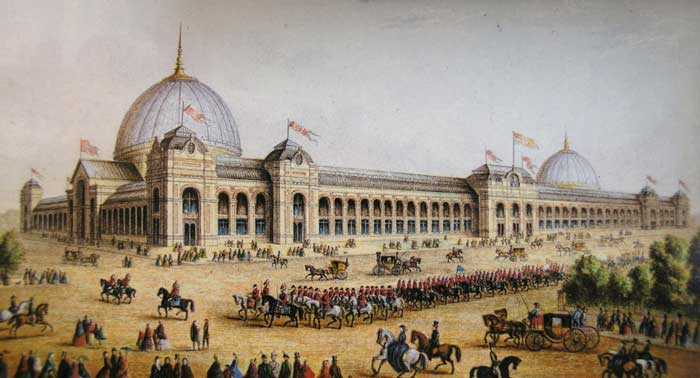
Wystawa Międzynarodowa w 1862 roku, South Kensington, Londyn

W 1861 roku na potrzeby kopalni powstała nowa płuczka, wyposażono ją w dwa kotły z zakładów C. Hoppe z Berlina; w 1863 dodano trzeci kocioł firmy H. Koetz z Zabrza (w 1888 roku płuczka została zakupiona przez kopalnię rud cynku i ołowiu Jenny Otto z Rozbarku) .
Główny budynek płuczki miał powierzchnię 220×50 stóp, znajdował się w nim zakład przeróbki rudy ołowiu (która występowała w niewielkim stężeniu razem z dolomitem i galmanem) i galmanu. Płuczka galmanu była wyposażona w wysokociśnieniową maszynę parową.
Powierzchnia drugiego gmachu wynosiła 220×25 stóp, mieściły się w niej zakłady przeróbki szlamów rudy ołowiu i galmanu oraz kotłownia. W pobliżu płuczki znajdowały się dwa osadniki, jeden dla szlamu ołowiowego, a drugi dla szlamu galmanowego.

### Schyłek działalności

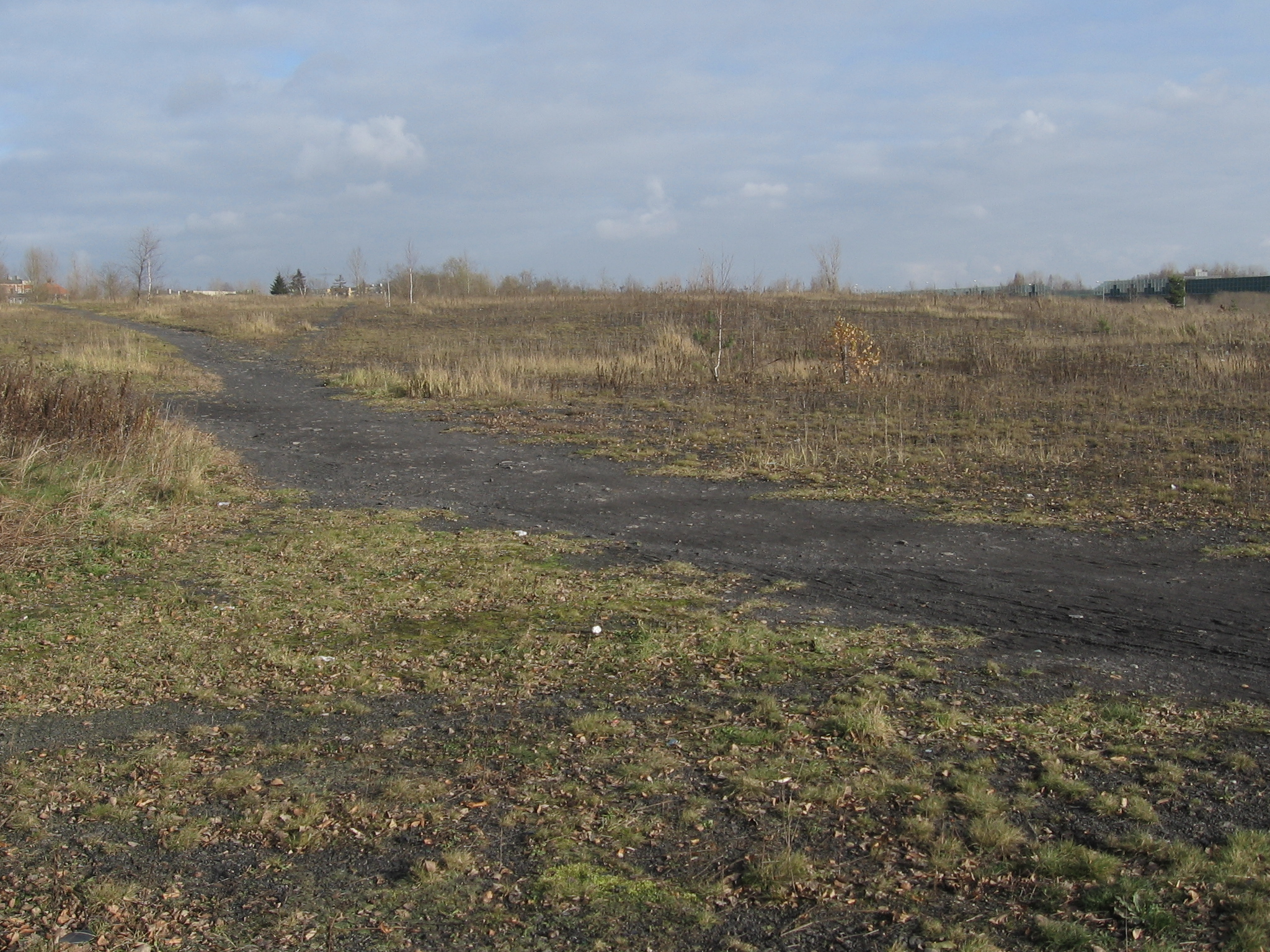
Zniwelowany obszar dawnej kopalni w 2017 roku

Około 1870 roku najbogatsze eksploatowane złoże galmanu było w dużej mierze wyczerpane, udział czystego cynku w urobku spadł z 30 do około 12%, podobnie sytuacja przedstawiała się w kopalni Maria. Później odzyskiwano galman ze starych hałd kopalni Szarlej. Obok tejże kopalni z uwagi na dobrą koniunkturę otwarto w 1858 roku nową gwarecką kopalnię rud ołowiu Fryderyk Wilhelm.
12 kwietnia 1875 roku doszło do nagłego zaprzestania pracy jednej z trzech maszyn odwadniających należącej do towarzystwa. Możliwe, iż przyczyną wypadku była awaria zaworu ciśnieniowego. Wypadek był poważny, gdyż pozostałe dwie maszyny nie były w stanie wypompować dostatecznej ilości napływającej wody. Dwaj nurkowie, Górnoślązak Wrona i Bulla, prowadzili naprawę uszkodzeń przez kilka dni, Wrona spędził wówczas łącznie 16 godzin pod wodą, a Bulla – 10 godzin, a prace były prowadzone bez oświetlenia.
Z uwagi na stopniowe wyczerpywanie się zasobów kopalni Szarlej, firma Georg von Giesches Erben nabyła skonsolidowaną kopalnię Bleischarley (z kopalniami Gute Concordia, Neue Euridice i Solfatara) od hrabiego Guidona Henckel von Donnersmarcka: pierwszą połowę w 1858 roku (lub w 1860 roku ), drugą – w 1868 roku .
Współwłaścicielem kopalni w 2. połowie XIX wieku była spółka Schlesische AG für Bergbau und Zinkhüttenbetrieb, w 1885 roku dysponowała ona udziałami w wysokości 30½ kuksa; w tym czasie w obrębie zakładu działała również kopalnia nadsiarczku żelaza(II) (w postaci pirytu lub markasytu) o nazwie Nix, w której Schlesische AG miała 25% udziału.
W 1887 roku kopalnia Szarlej wstrzymała wydobycie rud, a w zamian sięgnęła po materiał, który zalegał na starych hałdach, co wywołało jednak jednorazowy wzrost produkcji zakładu.
Kopalnia prowadziła eksploatację co najmniej do 1894 roku, odnotowano również uzyskanie 7500 ton galmanu w 1896 roku.
Teren po kopalni był brany pod uwagę jako miejsce budowy Kopca Wyzwolenia. Wyrobiska naziemne zostały zlikwidowane poprzez zasypanie odpadami pohutniczymi, a miejsce po zakładzie górniczym było nazywane przez okolicznych mieszkańców Rozciepem.

## Odkrycia na terenie kopalni
W osadach plejstoceńskich zachowały się szczątki ssaków; około 1854 roku na terenie kopalni Szarlej znaleziono kości mamuta włochatego, konia Przewalskiego, oraz zniszczony róg, który należał prawdopodobnie do tura.
Przed 1829 rokiem w szybie na głębokości 8–9 sążni  (łatrów) znaleziono ludzki szkielet. Jedna z przełamanych kości ujawniła wewnątrz obecność niebieskich kryształów wiwianitu , przepiłowano kość udową, w której również zaobserwowano krystalizację od wewnątrz , jak również na samej powierzchni przecięcia, co wskazywało na tworzenie się wiwianitu w masie kostnej . Wiwianit mógł uformować się dzięki obecności kwasu fosforowego, wytrąconego z kości . Taube przypuszczał, że szkielet, który należał być może do górnika, mógł przeleżeć około 300 lat pod ziemią. Mógł pochodzić z czasów wcześniejszego górnictwa rudy ołowiu na tym terenie . Dokładny wiek zwłok nie jest jednak znany. Możliwe, że doszło do zatopienia szybu, wydrążonego w celu poszukiwania galmanu, wówczas kości nie miałyby kilkuset lat w momencie znalezienia .

## Warunki socjalne
System pracy w kopalni był dwuzmianowy: pierwsza zmiana pracowała od 6 do 18, a druga – od 18 do 6.
Zarobek górników nie wystarczał na zaspokojenie podstawowych potrzeb, jednak pracownicy dostawali część zarobku w bonach. Warunki pracy mogą obrazować przykłady z życia polskich członków załogi: Józef Duda poprosił o zwolnienie w celu wykonania opatrunku skaleczonej ręki. Nie otrzymał zgody na opuszczenie stanowiska pracy, a kilka dni później zmarł na skutek zakażenia, natomiast pracownicy Wanot i Franiel zostali zwolnieni za przyniesienie do pracy egzemplarza „Dziennika Górnośląskiego”, a Cieślę i Poczka, którzy nieśli również polską gazetę, skierowano do słabiej płatnej pracy.
14 lipca 1873 roku górnicy, w ramach sprzeciwu wobec niskich płac, rozpoczęli strajk okupacyjny. Starosta bytomski Solger przyjechał pertraktować z robotnikami. Doszło do starć z pruską policją i wojskiem, w wyniku czego zginęło 9 górników. Strajk zakończono po pięciu dniach. Izba Karna w Bytomiu skazała na 12 miesięcy pozbawienia wolności trzech strajkujących: Markiewkę, Pyrkosza i Rabsztyna. Udało się jednak uzyskać podwyższenie wynagrodzeń, skrócenie dniówek dla młodocianych oraz kobiet o godzinę.
Przemysł wydobywczy wpłynął również na rozwój samego Szarleja. Lucjan Malinowski pisał w 1877 roku: „W Szarleju (kopalnie galmanu) jest oświetlenie gazowe, kto wie, czy nie lepsze jak w Warszawie”.